# Kānī Shāh Qolī
Kānī Shāh Qolī (persiska: کانی شاه قلی) är en ort i Iran.   Den ligger i provinsen Kurdistan, i den nordvästra delen av landet, 400 km väster om huvudstaden Teheran. Kānī Shāh Qolī ligger 2 011 meter över havet och antalet invånare är 122.
Terrängen runt Kānī Shāh Qolī är huvudsakligen kuperad, men åt nordost är den platt. Runt Kānī Shāh Qolī är det ganska tätbefolkat, med 72 invånare per kvadratkilometer. Närmaste större samhälle är Bolbolānābād, 7,9 km norr om Kānī Shāh Qolī. Trakten runt Kānī Shāh Qolī består i huvudsak av gräsmarker.